# Clemelis apicalis
Clemelis apicalis là một loài ruồi trong họ Tachinidae. và được đầu tiên phát hiện vào năm 1919 tại Miền Bắc Ấn Độ.